# Graptophyllum insularum
Graptophyllum insularum là một loài thực vật có hoa trong họ Ô rô. Loài này được (A.Gray) A.C.Sm. mô tả khoa học đầu tiên năm 1942.